# Lyreidus tridentatus
Lyreidus tridentatus är en kräftdjursart som beskrevs av De Haan 1841. Lyreidus tridentatus ingår i släktet Lyreidus och familjen Raninidae. Inga underarter finns listade i Catalogue of Life.

## Bildgalleri

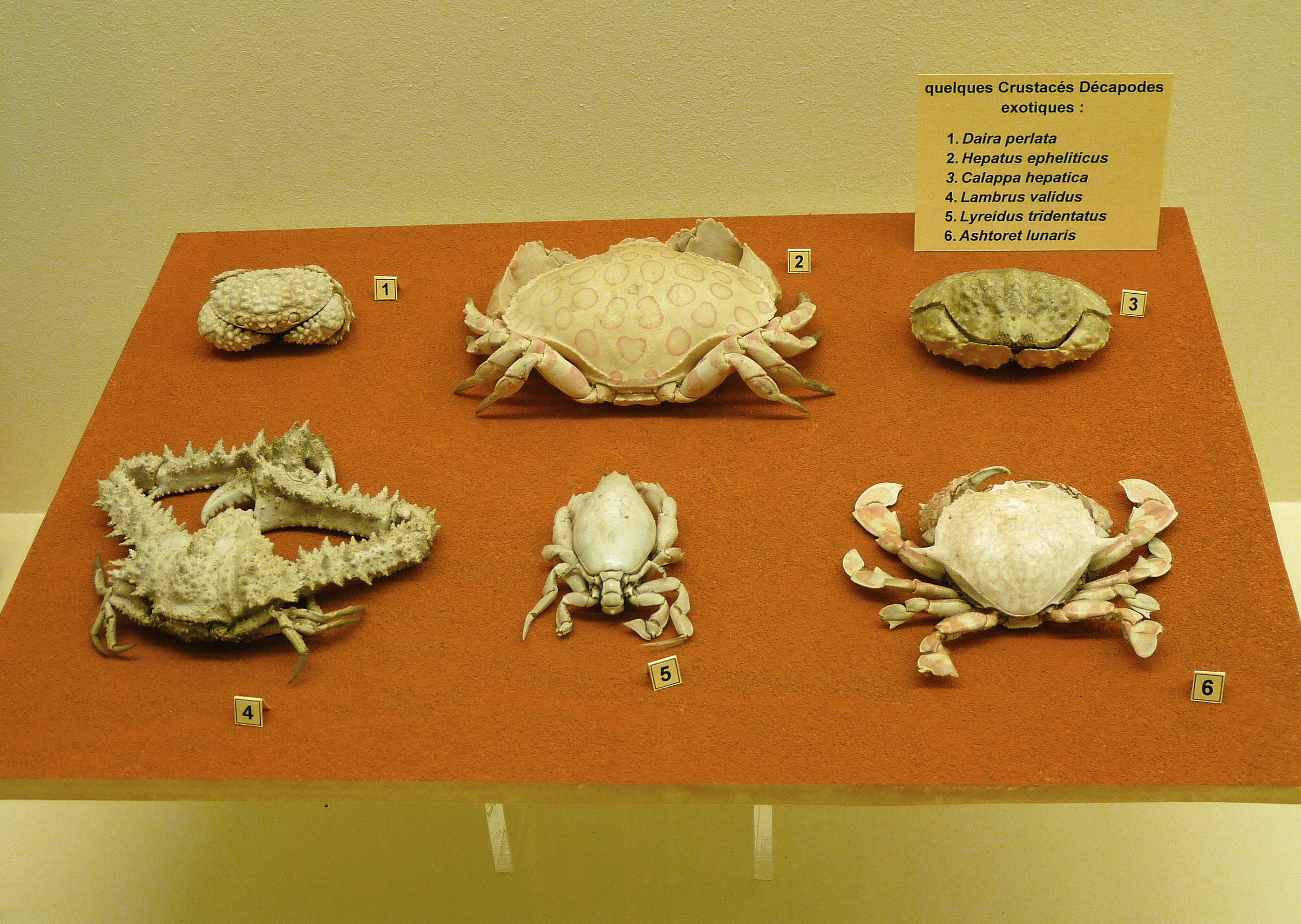
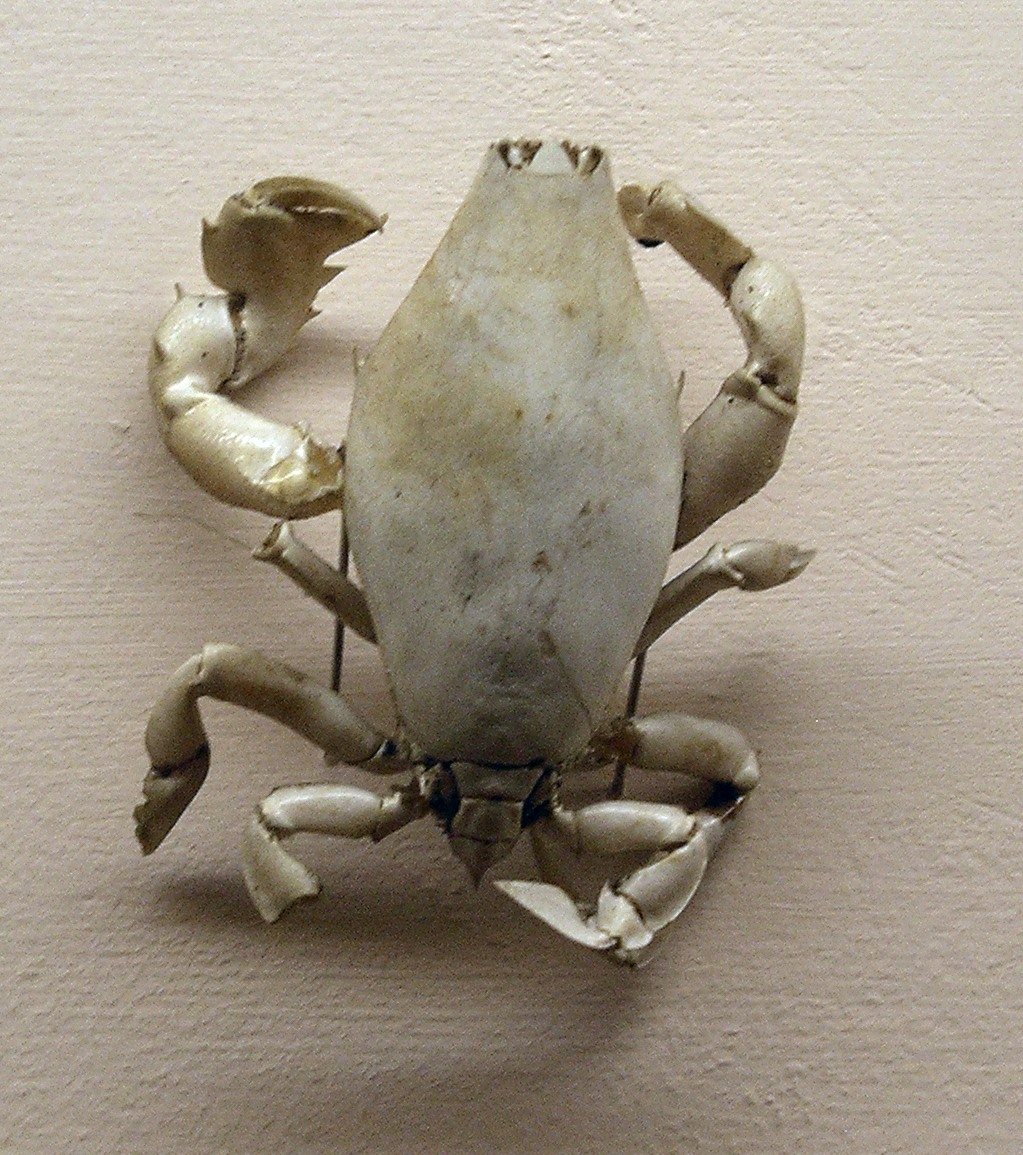